# Gerolamo Sersale
Gerolamo Sersale, in latino Hieronymus Sirsalis (Napoli, 1584 – Napoli, 1º dicembre 1654), è stato un gesuita e astronomo italiano.

## Biografia
Di famiglia patrizia napoletana e di Sorrento, don Gerolamo Sersale nacque da don Gian Francesco Sersale Orsini dei Baroni di Caccuri e da donna Isabella Capece.
Entrò nella Compagnia di Gesù nel 1607 e fu docente di teologia e filosofia nel Collegio Napoletano della stessa Compagnia per un trentennio. Fece delle osservazioni astronomiche occupandosi di astronomia relativamente ai suoi insegnamenti filosofici ed al suo personale interesse. Nel 1651 fece realizzare una mappa della Luna osservata durante il plenilunio del 13 luglio 1650. Questa mappa fu ripresa da Grimaldi ed elogiata da Riccioli nell'Almagesto novum, dove nella mappa di pagina 204 viene indicato, tra gli altri, il nome di Sirsalis e nell'Astronomia reformata. Ancora nell'Almagestum novum e nell'Astronomia reformata Sersale viene citato come possessore di un cannocchiale con il quale il Padre Gesuita Daniele Bartoli poté vedere a Napoli nel 1644 due macchie su Marte. Nel trattato Novae Coelestium terrestriumque rerum Observationes di Francesco Fontana è presente un elogio dell'autore da parte di Sersale e a pagina 3 una dichiarazione dello stesso Sersale di aver visto in casa di Fontana nel 1625 un microscopio ed un telescopio a due lenti convesse costruiti dallo stesso Fontana con la quale quest'ultimo cercò di attribuirsi l'invenzione del cannocchiale astronomico.
A Gerolamo Sersale la UAI  ha intitolato il cratere lunare Sirsalis e le rimae lunari Sirsalis.